# Robson Glacier (glaciär i Kanada)
Robson Glacier är en glaciär i Kanada.   Den ligger i provinsen British Columbia, i den centrala delen av landet, 3 200 km väster om huvudstaden Ottawa. Robson Glacier ligger 1 938 meter över havet.
Terrängen runt Robson Glacier är bergig åt sydväst, men åt nordost är den kuperad.Trakten runt Robson Glacier är nära nog obefolkad, med mindre än två invånare per kvadratkilometer.. Det finns inga samhällen i närheten. 
Trakten runt Robson Glacier är permanent täckt av is och snö.